# Gerald Fleischmann
Gerald Fleischmann (* 23. Oktober 1973 in Wien) ist ein österreichischer Kommunikationsleiter. Er studierte an der Universität Wien Politik- und Kommunikationswissenschaft und schloss die Ausbildung mit einem Magistertitel ab.

## Ausbildung und Beruf
Nach Abschluss seines Studiums der Politik- und Kommunikationswissenschaften an der Universität Wien arbeitete er von 1998 bis 2004 als Journalist unter anderem für die NEWS-Verlagsgruppe und für die Österreichische Tageszeitung „Der Standard“. Im September 2004 wechselte er in die niederösterreichische Medienpolitik und wurde Pressesprecher der Volkspartei Niederösterreich und Leiter der Abteilung Presse, Medien und Öffentlichkeitsarbeit. Im Februar 2007 wurde er Pressesprecher und Leiter der Öffentlichkeits- und Kommunikationsabteilung in der ÖVP Bundespartei.

## Karriere
2011 wechselte Fleischmann als Kommunikationsexperte zum damaligen Staatssekretär Sebastian Kurz in das Staatssekretariat für Integration. In weiterer Folge begleitete er Sebastian Kurz als Kommunikationschef auch ins Außenministerium und ins Bundeskanzleramt der Republik Österreich. In der Koalition von ÖVP und FPÖ ab 2017 wurde Fleischmann stellvertretender Kabinettchef im Büro des Bundeskanzlers Sebastian Kurz und Leiter der strategischen Kommunikationsplanung. Später, in der Koalition von ÖVP und Grünen ab 7. Jänner 2020, wurde er Kanzlerbeauftragter für Medienpolitik. Zu Beginn der Pandemie moderierte er die täglichen Pressekonferenzen und wurde im selben Jahr für seine Kampagnenarbeit zur Corona-Pandemie ausgezeichnet. Im Rahmen des jährlichen Rankings der 500 wichtigsten und erfolgreichsten Marketingleiter Österreichs wurde er zum besten Marketingmanager des Jahres 2020 gekürt.
Seitdem Thomas Schmid im Zuge der Ermittlungen rund um die ÖVP-Korruptionsaffäre Fleischmann schwer belastete, ermittelt die österreichische Wirtschafts- und Korruptionsstaatsanwaltschaft (WKStA) gegen Fleischmann als Beschuldigten. Er steht im Verdacht der Untreue und Bestechlichkeit. Seit November 2022 ist er erneut Kommunikationsleiter der ÖVP.
Anfang 2023 veröffentlichte Fleischmann seinen Nr.-1-Bestseller „Message Control“.

## Privates
In seinen jungen Jahren widmete sich Fleischmann der Rockmusik und agierte als Leadsänger und Frontmann einer burgenländischen Rockerband.

## Publikationen
- 2023: Message Control: Was Sie schon immer über Politik und Medien wissen wollten, Edition a, Wien 2023, ISBN 978-3-99001-630-5.[13]
- 2025: Die Codes der Extremisten: Wie Links- und Rechtsextreme, Autokraten und Islamisten die Demokratie unterwandern, Edition a, Wien 2025, ISBN 978-3-99001-818-7.